# Hemiphyllodactylus engganoensis
Espèce
Hemiphyllodactylus engganoensis est une espèce de geckos de la famille des Gekkonidae.

## Répartition
Cette espèce est endémique de l'île d'Enggano au large de Sumatra en Indonésie.

## Étymologie
Son nom d'espèce, composé de enggano et du suffixe latin -ensis, « qui vit dans, qui habite », lui a été donné en référence au lieu de sa découverte, l'île d'Enggano.

## Publication originale
- Grismer, Riyanto, Iskandar & Mcguire, 2014 : A new species of Hemiphyllodactylus Bleeker, 1860 (Squamata: Gekkonidae) from Pulau Enggano, southwestern Sumatra, Indonesia. Zootaxa, no 3821 (4), p. 485–495 (texte intégral).